# Abstergo Industries

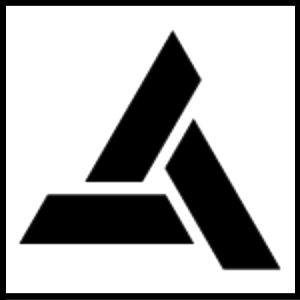
Logo Abstergo Industries

Abstergo, celým názvem Abstergo Industries je fiktivní mezinárodní konglomerát z herní série Assassin's Creed. Společnost je současným potomkem organizace Templářů ze středověku. Jejich původním cílem byla likvidace současných asasínů, odvěkých nepřátel Templářů a nyní tedy Absterga. Jako organizace je tedy antagonistou v příběhu série.
Společnost ukládá pomocí programu Animus vzpomínky předků a využívá je k zábavě.